# Jリーグにおける選手の出場諸条件
Jリーグにおける選手の出場諸条件とは、以下の通りである。

## 出場選手枠
1チームにつき各試合20人（先発選手11人、控え選手9人）の登録が認められる。
2023シーズンまでは、1チームにつき各試合18人（先発選手11人、控え選手7人）の登録が認められていた。2024シーズンより、JリーグYBCルヴァンカップにおいてエントリー可能な人数の上限が20人（先発選手11人、控え選手9人）に変更され、2025シーズンよりすべてのJリーグ公式戦において上限が20人となった。

## 選手交代

### 通常の交代枠
1試合における選手の交代人数は、ゴールキーパー（GK）を含めて5人まで。選手交代の回数は、ハーフタイムでの交代を除いて3回まで。ハーフタイムで交代を行う場合はハーフタイムを含め計4回まで、ハーフタイムで交代をしない場合は3回までとなる。
人数と回数は別カウントであり、1回で複数人の同時交代（いわゆる2枚替えや3枚替え）も可能。よって、5人の交代人数を3回で使い切る為には、複数人の同時交代が必須となる。2019年までは人数と回数が共に3だった為、両者の違いを意識する必要が無く、2枚替えや3枚替えもあまり行われなかった。
退場処分（1試合2枚の警告の場合を含む）があった場合、不足選手分の補充はできない。例えば1人退場の場合、それ以後は10人でプレーしなければならない。退場者が5人出るとその時点で没収試合として試合打ち切り、相手チームの勝利（原則3 - 0）となる。
交代枠を使い切った後に負傷者等のトラブルが発生しても、不足選手分の補充はできない。GKの試合中の負傷や退場処分があった場合、フィールドプレーヤーがGKを担当するケースが生じうる。

### 脳震盪による選手交代
選手が脳震盪の疑いがあると判断された場合、通常の交代枠とは別に1人まで追加で選手交代を行うことができる。なお、脳震盪の判断はチームドクターが行い、審判は判断には一切関与しない。
脳震盪による選手交代を行った場合は、相手チームにも1人の交代枠が追加される。なお、この相手チームへの追加枠を使用する際は、交代理由が脳震盪である必要は無い。両チームが脳震盪による交代を行った場合は最大で2名の交代枠が追加される事になる。
脳震盪による交代と相手チームへの追加交代は通常の交代回数には含まれない。ただし、これらの交代と通常の選手交代を同時に行った場合は通常交代の回数がカウントされる。

## 出場停止
Jリーグでは、退場処分を受けた場合や、同一の大会で繰り返し警告（イエローカード）を受け、累積警告が規定回数に達した場合、その他ピッチ内外で不適切な行為があった場合、一定試合数または一定期間の出場停止が科される。

### 退場による出場停止
- 1試合2回の警告により退場処分となった場合、当該大会の直近1試合が出場停止となる[3]。
- 一発退場による出場停止試合数は、Jリーグ規律委員会が決定するが、当該大会の少なくとも1試合は出場停止となる[3]。
- 同一の大会において、1試合2回の警告による退場処分が2回目以降の場合、または一発退場が2回目以降の場合は、出場停止試合数が原則2倍となる[3]。

2014年3月までは、退場処分による出場停止はその処分を受けた試合の次の公式戦にて適用されていたため、退場処分を受けた大会とは異なる大会に出場できなくなるケースがあった。しかし、同年4月からは改正され、退場による出場停止は原則として同一の大会における次の試合にて適用されることとなった。
ただし、出場停止処分が同一の大会で消化しきれなかった場合、未消化分は直近の同レベルの大会で消化される。また、重大な違反があった場合にも、異なる大会で出場停止が科されることがある。退場処分を受けた選手が出場停止を消化しきらないまま移籍した場合、残りの出場停止は移籍先で消化される。

### 累積警告による出場停止
- 当該大会の直近1試合が出場停止となる。同一の大会において、累積警告による出場停止が2回目以降であっても、当該大会の直近1試合が出場停止となる[3]。

- 出場停止となる累積警告の回数は、大会ごとの各チームの試合数によって異なり、9試合以下の場合は2回、10試合以上19試合以下の場合は3回、20試合以上の場合は4回で、直近の試合が出場停止となる[3]。したがってJ1、J2、J3の各リーグでは4回、Jリーグカップでは2回にそれぞれ達した場合、それぞれの大会の直近の1試合が出場停止となる。

J1で2ステージ制を採用していた年（2004年度までと、2015年度、2016年度）は、各ステージごとの試合数を基に考えるため、いずれのステージも累積警告3回で出場停止となっていた。2ステージ制において、前述の通り1stステージと2ndステージはそれぞれ別大会扱いとしているため、1stステージの累積警告は2ndステージに持ち越さない。また、1stステージ最終節で累積3回目の警告を受けても、その後に退場処分を受けない限りは、2ndステージ第1節は出場が可能であった。
2015年から、Jリーグカップの準々決勝第2戦が終了した時点で累積警告が1枚だった場合、準決勝に持ち越さず、累積0枚にリセットしてカウントしなおすこととなった。また、Jリーグチャンピオンシップにおいて、準決勝が終了した時点で累積警告が1枚だった場合、その警告は決勝に持ち越さないこととなった。当然ながら累積警告が2枚だった場合は取り消されず、直近の試合が出場停止となる。
1試合2回の警告により退場処分となった場合、その試合で受けたイエローカードは累積警告に加算しない。ただし、イエローカードが出された選手が同じ試合で、その後に一発レッドカードで退場処分となった場合、1枚目のイエローカードは累積警告に加算される。
累積警告による出場停止条件と一発退場による出場停止条件が同一試合で満たされた場合、双方の処分は同時に課され、退場による出場停止が先に消化される。ただし、当該大会で消化しきれない場合は、Jリーグ規律委員会で審議・決定される。
累積警告による出場停止処分を受けた選手が、出場停止を消化しきらないまま他クラブへ移籍した場合 は以下の通り。
- 移籍先が同一カテゴリのクラブである場合、残りの出場停止は移籍先で消化される。
- 移籍先が異なるカテゴリのクラブである場合、移籍先では出場停止が適用されない。ただし、処分を受けたカテゴリに所属するクラブへ再移籍した場合、残りの出場停止は当該クラブで消化される。